# Nationale Raad van de Slowaakse Republiek
De Nationale Raad van de Slowaakse Republiek (Slowaaks: Národná rada Slovenskej republiky, kortweg Národná rada, initiaalwoord: NR SR) is het hoogste wetgevende orgaan van Slowakije. Het parlement telt 150 volksvertegenwoordigers die om de vier jaar worden verkozen via algemene verkiezingen op basis van evenredige vertegenwoordiging, waarbij de zetels worden verdeeld volgens de grootste-overschottenmethode. Slowakije hanteert bij deze parlementsverkiezingen een kiesdrempel van 5%.